# Wi-Fi Protected Access
WPA (англ. Wi-Fi Protected Access) — один з протоколів безпеки для захисту бездротових мереж. Створений для заміни застарілого протоколу WEP. Заснований на TKIP (англ. Temporary Key Integrity Protocol — протокол тимчасової цілісності ключів), який ефективно бореться з проблемою, що лежить в основі вразливості WEP, — повторного використання ключів шифрування.

## Версії

### WPA3
8 січня 2018 року Wi-Fi Alliance представив оновлену версію стандарту, яка отримала позначення WPA3. Ця версія матиме чотири основні поліпшення. Зокрема, буде посилено безпеку навіть якщо користувачі обирають «слабкий» пароль мережі, а також буде спрощено налаштування приладів без дисплеїв. Також буде посилено захист приватних даних користувачів у відкритих мережах шляхом індивідуальних налаштувань алгоритмів шифрування. Нарешті, буде додано підтримку набору 192-бітних криптографічних алгоритмів англ. Commercial National Security Algorithm (CNSA) розроблених комітетом з національних систем інформаційної безпеки (англ. Committee on National Security Systems).

## Вразливості

### KRACK
В жовтні 2017 року група дослідників з бельгійського KU Leuven оприлюднила доповідь про знайдену ними вразливість в протоколі WPA2. Виявлена ними вразливість в протоколі рукостискання дозволяє примусити клієнта повторно використати вже наявний ключ шифрування. Повторне використання (англ. reinstall) відбувається в такий спосіб, що клієнт вимушений скинути лічильник пакетів криптографічного нонса та інші параметри до їх початкових значень. Розроблена дослідниками атака спроможна знайти шлях для обходу шифрування завдяки повторному використанню нонса.
Атака дозволяє не лише «прослуховувати» Wi-Fi трафік, а й у деяких випадках здійснювати низку атак типу «людина посередині».
Розроблена дослідниками атака отримала назву KRACK (англ. Key Reinstallation Attack). Вразливість можливо усунути латками програмного забезпечення на Wi-Fi роутерах та клієнтських пристроях (ноутбуках, смартфонах тощо). Проте, найімовірніше, оновити операційні системи клієнтських пристроїв та вбудоване ПЗ роутерів вдасться не всюди.
Частково протидіяти даній атаці можливо використанням VPN та відвіданням вебсайтів за протоколом HTTPS. Проте, слід зауважити, що VPN шлюзи також мають повний доступ до мережевого трафіку клієнтів, а HTTPS сервери у деяких конфігураціях можуть бути вразливими до різного типу атак (наприклад, так звані англ. Downgrade Attack на пониження безпеки або навіть взагалі скасування шифрування).

### Kr00k
В лютому 2020 року група дослідників компанії ESET оприлюднила доповідь про знайдену ними уразливість (формальна назва CVE-2019-15126) в мікросхемах виробництва компаній Broadcom та Cypress. Дана уразливість дозволяє зловмиснику оминати шифрування за протоколом WPA2.